# The Lumineers
The Lumineers – amerykański zespół folk-rockowy pochodzący z New Jersey, założony w 2005 roku przez Wesleya Schultza i Jeremiah’a Fraites’a. W 2010 roku do dwóch muzyków dołączyła Neyla Pekárek. Stelth Unvang i Ben Wahamaki grają z zespołem od 2012 roku.
Ich debiutancki singiel „Ho Hey” sprzedał się w liczbie 600 tys. egzemplarzy, a płyta „The Lumineers” znalazła się na 11 miejscu "Billboardu".

## Historia zespołu
W 2005 roku lider zespołu Wesley Schultz razem ze swoim przyjacielem z dzieciństwa zaczęli pisać teksty piosenek i grać koncerty w rejonie Nowego Jorku. Po 5 latach nie mogąc poradzić sobie z wysokimi kosztami życia i wymogami sceny muzycznej wyjechali do Denver w Colorado. Tam muzycy rozpoczęli poszukiwania nowego członka zespołu, którym wkrótce została wiolonczelistka Neyla Pekárek. Jako trio zaczęli grywać w klubie Meadowlark, miejscu znanym z gromadzenia utalentowanych młodych artystów. W tym czasie ukształtował się również styl muzyczny zespołu, który teraz można określić jako indie rock, folk.
Wiosną 2011 roku Christen Greene i David Meinert zobaczyli na Youtube nagranie na którym The Lumineers śpiewało swoją piosenkę „Ho Hey”. Managerowie Onto Entertainment pomogli zespołowi w nagraniu swojej pierwszej płyty.
Sporą rzeszę fanów zespół zyskał dzięki użyciu ich utworu „Ho Hey” w znanym serialu stacji CW „Hart of Dixie”.
Ich pierwsza płyta została wydana 3 kwietnia 2012 roku przez wytwórnię Dualtone Records. Utwory zespołu w szybkim tempie zaczęły podbijać listy przebojów, a płyta „The Lumineers” pokryła się podwójną platyną.
W grudniu 2012 rok zespół został nominowany do Nagród Grammy dla Najlepszego Nowego Artysty i Najlepszego Amerykańskiego Zespołu. W tym samym roku do zespołu dołączyło dwóch nowych członków: Ben Wahamaki i Stelth Unvang.
W 2018 roku Neyla Pekárek zdecydowała się odejść z The Lumineers, aby rozpocząć karierę solową.

## Muzycy
- Wesley Schultz – gitara, wokalista;
- Jeremiah Fraites – bębny, perkusja, mandolina, wokal;

- Ben Wahamaki – gitara basowa;
- Stelth Ulvang – pianino, mandolina, akordeon, gitara, wokal.

### Byli członkowie
- Neyla Pekárek (od 2010 do 2018) – wiolonczela, mandolina, fortepian, wokal;

## Dyskografia

### Albumy studyjne
- The Lumineers (2012)
- Cleopatra (2016) – złota płyta w Polsce[2]
- C-sides (2018)[3]
- III (2019)
- Automatic (2025)

### Single
- „Ho Hey” (2012)
- „Stubborn Love” (2012)
- „Ophelia” (2016) – platynowa płyta w Polsce[4]
- „Walls” (2018)[5]